# Music Inspired by Illumination & Dr. Seuss' The Grinch
Music Inspired by Illumination & Dr. Seuss' The Grinch (popularmente abreviado como The Grinch EP) é um extended play (EP) do rapper americano Tyler, the Creator. Foi lançado pela Columbia Records em 16 de novembro de 2018.

## Antecedentes
Para a trilha sonora de The Grinch, Tyler, the Creator criou a nova faixa "I Am the Grinch" e também fez uma versão hip-hop da música "You're a Mean One, Mr. Grinch". Tyler comentou que "fazer músicas temáticas de Natal, mas sem torná-las excessivamente natalinas, era o objetivo [e] tendo crianças de 7 anos em mente, mas também querendo que os pais ouvissem".

## Lista de faixas
Os créditos são adaptados do Tidal.
| Críticas profissionais | Críticas profissionais |
| Avaliações da crítica  | Avaliações da crítica  |
| Fonte                  | Avaliação              |
| ---------------------- | ---------------------- |
| Pitchfork              | 7.2/10                 |

Todas as faixas foram produzidas e compostas por Tyler Okonma.
| Music Inspired by Illumination & Dr. Seuss' The Grinch |                                                    |                                  |         |  |
| N.º                                                    | Título                                             | Compositor(es)                   | Duração |  |
| 1.                                                     | "Whoville"                                         | Tyler Okonma                     | 1:13    |  |
| 2.                                                     | "Lights On" (com part. de Ryan Beatty e Santigold) | Okonma Santi White Ryan Beatty   | 2:29    |  |
| 3.                                                     | "Hot Chocolate" (com part. de Jerry Paper)         | Okonma Lucas Nathan Larry Mizell | 2:11    |  |
| 4.                                                     | "Big Bag"                                          | Okonma                           | 1:25    |  |
| 5.                                                     | "When Gloves Come Off" (com part. de Ryan Beatty)  | Okonma Beatty                    | 1:53    |  |
| 6.                                                     | "Cindy Lou's Wish"                                 | Okonma                           | 1:06    |  |
| Duração total:                                         | Duração total:                                     | Duração total:                   | 10:22   |  |

## Tabelas musicais
| Tabela (2018)                                 | Melhor posição |
| --------------------------------------------- | -------------- |
| Estados Unidos Top Holiday Albums (Billboard) | 34             |